# Nine Inch Nails
A Nine Inch Nails (a kezdőbetűkből rövidítve NIN, vagy formailag NIИ) amerikai industrial metal együttes, melyet Trent Reznor alapított 1988-ban az ohiói Clevelandben. Reznor az egyedüli hivatalos tagja a zenekarnak, aki producer, énekes, dalszerző és zenész is egyben, s ő felel az együttes vezetéséért is. A zenéje rendkívül sok zenei műfajt magába foglal, de fő jellegzetessége az elektromos zenei hangszerek által létrehozott hangzásvilág. Mikor Reznor elkészít egy új albumot, összehív egy zenészekből álló együttest, hogy előadhassa velük az új számokat a közönségnek. A turnékon mindig megváltoztatják a felállást és a számokat is, az élő koncertekhez igazodva. A zenekar az előadásokat gyakran látványos vizuális elemekkel kíséri, melyek gyakran tartalmaznak hipnotizáló világításokat.
A Nine Inch Nails korai éveiben az underground zene hallgatói jó fogadtatásban részesítették az együttest. Az 1990-es években számos befolyásos dalt készített el a zenekar, melyek közül sokat játszottak a rádiók, két felvétel (a Wish és a Happiness in Slavery) Grammy-díjat nyert, összesen 20 millió albumot adtak el világszerte, melyből 10,5 millió csak az Egyesült Államokban kelt el és összesen tizenkét Grammy-díjra jelölték a zenekart. 1997-ben Reznor az év legbefolyásosabb embere lett a Time magazinban, a Spin pedig „a legelevenebb előadó” jelzővel illette meg. 2004-ben a Rolling Stone magazin a világ 100 legnagyobb előadója listán a 94. helyre sorolta a Nine Inch Nailst. Ezek ellenére sok vitába került az együttes a lemezkiadóikkal, melynek az lett az eredménye, hogy 2007-ben Reznor bejelentette, a Nine Inch Nails saját maga, minden lemezkiadótól függetlenül fogja kiadni lemezeit.
1989 óta a Nine Inch Nails összesen nyolc nagylemezt készített el. A legutóbbiak, a Ghosts I-IV és a The Slip, 2008-ban jelentek meg digitálisan és később fizikailag is, mindkettő Creative Commons licenc alatt. A The Slip teljes anyagát a zenekar weboldaláról ingyenesen le lehet tölteni.

## Története
1987-ben Trent Reznor egy clevelandi együttesben, az Exotic Birdsben billentyűzött, majd John Malm Jr.-t menedzselte. Reznor és Malm összebarátkoztak, majd mikor Reznor kilépett az Exotic Birdsből, Malm menedzselte Reznort. Ebben az időben Reznor mérnökasszisztensként dolgozott a Right Track Studiosnál, és engedélyt kért a stúdióvezető Bart Kostertől, hogy felvehessen pár demó számot, amikor nincs használatban a stúdió, amibe Koster beleegyezett. Reznor eleinte nem talált olyan zenészeket, akik megfeleltek volna elképzeléseinek, ezért egyedül vette fel a számokhoz az összes hangszert, hasonlóan mint Prince. Azóta is szinte mindig egyedül dolgozik az új albumokon, néha-néha besegítve neki egy-egy zenész. Miután 1988-ban megvolt az első koncertje a Skinny Puppyval, kiadott egy 12 inches kislemez-t egy kis európai kiadónál. Jó pár lemezkiadónak tetszett a demófelvétel, így Reznor végül a TVT Recordsszal kötött szerződést. Tíz szám a Right Track stúdiós demóból felkerült a zenekar első nagylemezére, a Pretty Hate Machine-re, amely végül 1989-ben megjelent.
1994-ben Reznor azt mondta, hogy azért választotta a „Nine Inch Nails” nevet, mert könnyen rövidíthető, és nem tartalmaz konkrét jelentést. Ettől eltekintve több elgondolás is létezik a zenekar nevét illetően: Reznor Jézus keresztjére és az abban lévő kilenc szegre utalhat, vagy esetleg Freddy Krueger kilenc-inch-es körmére. Az együttes logóját, a megfordított „NIИ”-t Reznor és Gary Talpas készítette el, amely először a Down in It bemutatkozó albumon volt látható. A logót egy Kálmán Tibor által tervezett tipográfia inspirálta, pontosabban a Talking Heads Remain in Light című albumának borítója. Talpas egészen 1997-ig segített kialakítani a zenekar arculatát.

### Pretty Hate Machine(1989–1991)

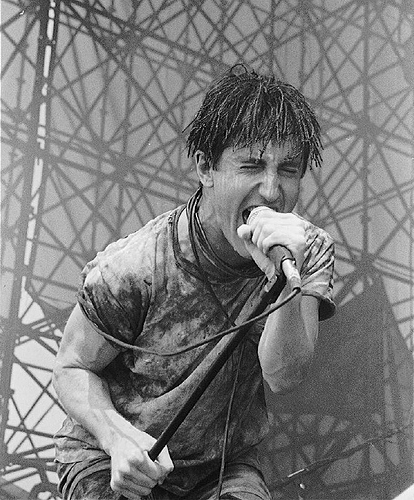
Trent Reznor a Nine Inch Nailsszel 1991 nyarán a Lollapalooza fesztiválon

A Nine Inch Nails első nagylemeze 1989-ben jelent meg Pretty Hate Machine címen, melyet Trent Reznor írt és vett fel. Ezen a lemezen dolgozott először Adrian Sherwooddal (aki úgy készítette el a Down in It című kislemezt, hogy nem találkozott Reznorral) és Mark "Flood" Ellisszel Reznor. Flood 1994-ig minden nagyobb Nine Inch Nails anyagon közreműködött, Sherwood pedig 2000-ig segített a remixekben. Reznor és társproducerei a Head Like a Hole és a Sin kislemezekkel egészítették ki a Right Track stúdiós demófelvételeket. A Rolling Stone egyik alkalmazotta, Michael Azerrad így jellemezte a lemezt: „erősen zajos, popszerkezetes, szívszaggató, de egyben fülbemászó”. Reznor pedig azt mondta lemezéről, hogy „őszinte lenyomata annak, hogy akkor miben gondolkoztam”. Miután 113 hétig szerepelt a Billboard 200-as listán, a Pretty Hate Machine lett az első olyan lemez, amely függetlenül jelent meg, és platinalemez lett belőle. Az MTV leadta a Down in It és a Head Like a Hole című számokról készült videóklipeket, de a Sin klipje csak 1997-ben jelent meg a házi készítési Closure-ön.
2005. augusztus 19-ei kezdettel az album szerzői jogait árverésre bocsátotta a TVT Records, a Prudential Securities csődeljárásának megfelelően. Az album jogaira egy átfogó csomag részeként lehetett licitálni, amely a Television's Greatest Hits válogatások és a Mortal Kombat film zenéjének jogait is magában foglalta. Ezenkívül, a legmagasabb árat ajánló bizonyos százalékban részesül a Nine Inch Nails más TVT-vel kapcsolatos kiadványai, mint a Broken, a Fixed, a The Downward Spiral és a Further Down the Spiral jövőbeli eladásainak bevételeiből. A Rykodisc, amely nem nyerte meg az aukciót, de sikerült engedélyt szereznie a Prudentialtól, újra kiadta a Pretty Hate Machine-t 2005. november 22-én. Valamint újra kiadta az albumot 12" vinyl formában 2006. január 31-én, mint ahogy a „Head Like a Hole” kislemezt is. A Rykodisc meg akarta jelentetni az albumot deluxe kiadásban, hasonlóan a The Downward Spiral deluxe kiadásához, de Reznor nem akarta fizetség nélkül elvállalni az ezzel kapcsolatos munkákat.

### Broken
A NIN második főbb kiadványa a Broken (1992) volt, egy hat számból és két bónusz felvételből álló EP, amely az USA-ban platinalemez lett. Eredetileg kihajtható digipak formátumban jelent meg, az első hat számot egy szokásos CD, a maradék bónusz számokat egy további három inches mini-CD tartalmazta. Miután Reznor rájött, hogy néhány gátlástalan kereskedő le fogja választani a mini-CD-t, és külön fogja eladni, ezért később már egy CD-ként jelent meg, amelyen a bónusz felvételek 98-as és 99-es sorszámú „rejtett” számokként szerepeltek. A „Wish” c. dal a Coil zenekarból ismert Peter 'Sleazy' Christopherson által rendezett videóval támogatva Grammy-díjat nyert „metal” kategóriában. Jon Reiss rendezett klipet a „Happiness in Slavery” c. dalhoz, amelyet naturális tartalmának köszönhetően szinte egyetemesen betiltottak. A videó Bob Flanagan performansz művészt ábrázolja egy géphez szíjazva, amely azt követően, hogy kéjben részesíti, megkínozza, majd megöli őt. A dal Woodstock ’94 koncerten történő előadása újabb Grammy-díjat nyert Legjobb metal előadás (Best Metal Performance) kategóriában, 1996-ban. A „Pinion” számára készült videót kétszer játszották le az MTV-n mielőtt betiltották volna nemkívánatos tartalma miatt, ennek ellenére néhány képkockája bekerült az Alternative Nation c. MTV műsor főcímének kezdő képsorai közé. Készültek videók a „Help Me I Am In Hell”, (a The Downward Spiral felvételeinek helyszínéül szolgáló Le Pig stúdióban) a „Gave Up”, és egy 1995-ös koncertfelvételből a „Wish” c. számokhoz is. Egy teljes filmet is készített Sleazy, egyszerűen csak The Broken Movie néven, amely hivatalosan nem jelent meg. A The Broken Movie 2005-ben is csak bootleg formában található meg. A Brokent a Fixed c. remix EP követte.

### The Downward Spiral
A NIN második teljes albuma és harmadik főbb kiadványa a The Downward Spiral (1994) volt. Ez volt a NIN második együttműködése Mark ’Flood’ Ellis producerrel. Két kislemez, a „March of the Pigs” és a „Closer” jelent meg erről a négyszeres platina albumról, két további számot, a „Hurt” és a „Piggy” címűeket kislemez nélkül küldték ki a rádióknak. A koncertzenekar szerepeltetésével készültek videók a „Hurt”, az (adásban soha le nem játszott) „Eraser”, ill. a (videó számára újra, egyetlen nekifutással, stúdióban felvett) „March of the Pigs” c. számokhoz. Nagy sikert ért el a „Closer” vágott, MTV változata. A „Closer” számára (Mark Romanek által rendezett) videó sok szempontból mértékadóvá vált a Nine Inch Nails videók számára, disznófejeket és szado-mazo felszerelést felvonultató hátborzongató képeivel. A „Closer” egyik remixét, a „Closer (Precursor)” címűt a Hetedik c. film főcímzenéjéhez is felhasználták. Az album záró száma, a „Hurt” újra népszerű lett, amikor Johnny Cash, a dalszöveg apró módosítása mellett, 2003-ban feldolgozta, egy szintén Mark Romanek által rendezett videóklip kíséretében. 1995-ben David Bowie a „Hurt”-öt duett verzióban énekelte Trent Reznorral az Outside turnén. Ez, és a Self Destruct turné más részei vannak megörökítve a Closure c. dupla VHS kiadványon.
A The Downward Spiralt a Further Down the Spiral c. remix album követte, az egyetlen, amely nem tartozik a főbb kiadványok közé, mégis aranylemez lett az USA-ban. A lemezen közreműködött az elektronikus zene egyik úttörője, Aphex Twin, valamint a Jane’s Addiction gitárosa, Dave Navarro. A Further Down the Spiral két verzióban jelent meg, a második néhány eltérő remixet tartalmaz. A The Downward Spiral újrakevert változata 2004. november 23-án jelent meg, egy B-oldalakat és ritkaságokat tartalmazó kiegészítő CD-vel. Az újrakevert felvétel kétoldalas DualDisc formátumban is kijött. Az újrakevert anyag deluxe kiadása többsávos és sztereó SACD verziókban éppúgy tartalmazza az albumot, mint újrakevert standard CD formában az első lemezen, és sztereó SACD és standard CD formákban a másodikon. A DualDisc egy újrakevert CD-Audio-t tartalmaz az egyik oldalon, a másikon pedig egy DVD-Audio található, amely tartalmazza a teljes album nagy felbontású sztereó és 5.1-es surround mixeit, kiegészítve album artworkkel, diszkográfiával, és a „Closer” (sztereó és surround), a „March of the Pigs” és a „Hurt (Live)” videóklipjével.

### The Fragile
- We're In This Together

Nem tudod lejátszani a fájlt?
A NIN negyedik főbb kiadványa a kétlemezes The Fragile (1999) album volt. Három kislemez készült róla, az egyik („The Day the World Went Away”) az USA-ban, a másik („We're In This Together”) 3 részes kislemezként az EU-ban és Japánban, a harmadik („Into The Void”) pedig Ausztráliában jelent meg. Az USA-ban a „We're In This Together”, az „Into The Void” és a („Starsuckers, Inc.” címre átnevezett) „Starfuckers, Inc.” videóklipjét játszották.
Gyakran azt feltételezik, hogy a „Starfuckers, Inc.” Reznor korábbi barátja és pártfogoltja, Marilyn Manson paródiája. Az ének felvételekből számosat részekre daraboltak majd összeillesztettek, nem túl finom célzásként Manson állítólagos hiányosságára, mely szerint képtelen egyetlen felvétel során elérni kívánt énekstílusát. E nézet szerint a dalszöveg kigúnyolja Mansont, üres és őszintétlen ember lévén. Manson és Reznor később kibékültek, és Manson még a „Starfuckers, Inc.” videóklipjében is feltűnt (sőt, a rendezésben is részt vett). A népszerű nézet ellenére nem úgy tűnik, hogy lenne bármilyen hivatalos megerősítés Reznor részéről arról, hogy a dal kifejezetten Marilyn Manson ellen irányult; de tény, hogy a videó egy olyan jelenetet is tartalmaz, amelyben Reznor baseball labdákat dobálva töri szét saját, és különböző más előadóművészek – köztük Billy Corgan a The Smashing Pumpkinsból és a Limp Bizkitből Fred Durst – mellszobrát. A videóban szerepel egy túlsúlyos nő is, egy vizes medencébe passzírozva a szokásos karneváli játékok stílusában, oly módon felöltözve, amelyet sokan a Live Through This album borítóján látható Courtney Love kifigurázásának vélnek.
Sokan úgy hiszik, hogy Reznor a dal címét a szintén zenész és egyben barát Tori Amostól kölcsönözte, de ez nem tekinthető támadásnak, mivel Trent mindig elismerően beszélt Toriról. A „starfucker” kifejezést igazából mindkét zenész egy jóval korábbi, „Starfucker” című Rolling Stones daltól vette át, amely Amerikában a kevésbé sértő „Star Star” címmel jelent meg.
Az album befejezése előtt készült interjúkban Reznor azt mondta, fontolóra vette úgy elrendezni a számokat, hogy az egyik lemez tartalmazza az összes instrumentális, a másik a dalszöveggel rendelkező számokat. Ezek a tervek megváltoztak, amikor Bob Ezrin a számok olyan elrendezését javasolta, amely „az album négy sarkát” erősíti – vagyis mindkét lemez elejét és végét. Ezrin az album kísérőszövegében úgy kap említést a közreműködők közt, mint aki a „végső folytonosság és áramlás” létrejöttéért felelős.
A The Fragile-t a Things Falling Apart c. remix album követte. A felvételen rögzített Fragility turné CD-n és DVD-n jelent meg, And All that Could Have Been címmel. A különleges kiadás egy Still c. kísérő lemezzel jött ki, a NIN pályafutása során szerzett dalok újra felvett akusztikus változata mellett számos új dallal. A Stillt a rajongók remekműnek tartják, és sok olyan elképzelés volt a With Teeth 2005-ös megjelenése előtt, hogy az album majd Stillhez hasonló formát ölt. Három videó jelent meg a Stillhez a NIN hivatalos weboldalán.

### With Teeth
A NIN ötödik főbb kiadványa, az (előzetesen Bleedthrough címmel ellátott) With Teeth Reznor alkoholizmussal és anyaghasználattal folytatott harcát követően született. Az album jó néhány számában dobosként közreműködött a Foo Fightersből Dave Grohl (ex-Nirvana). Az első „The Hand that Feeds” c. kislemezhez készült videóklipet inkább a hivatalos NIN weboldalon jelentették meg először, mintsem a hagyományos zenei csatornán, az MTV-n. Az album anyaga a 2005. május 3-i hivatalos CD és DualDisc formátumú megjelenése előtt kiszivárgott. Bár az album csomagolásából hiányzik a szokásos kísérőszöveg, a nin.com/with_teeth oldalról letölthető egy digitális PDF poszter, rajta stilizált artworkkel és dalszövegekkel. A zenekar az egész album végighallgatását 2005. április 27-étől kezdve lehetővé tette folyamban továbbított audio formájában a MySpace oldalon keresztül. Mind a vinyl, mind a With Teeth japán, ausztrál és EU kiadásai tartalmaztak egy extra felvételt „Home” címmel, amely egy a With Teeth felvételeinek sorából származó kimaradt darab. A standard és a Limited Tour Edition mellett elérhető egy DualDisc verzió is, amely tartalmazza a With Teeth albumot sztereó és 5.1-es surround hangzásban, DVDA sztereó és surround formában, egy Dolby Digital sztereó és surround mixben, valamint a „The Hand that Feeds” videóklipjét, egy interaktív diszkográfiát, és egy NIN-hez kötődő képekből álló diabemutatót.
A Nine Inch Nails a 2005-ös MTV Movie Awards díjkiosztón egy MTV-vel keletkezett nézeteltérés miatt nem lépett fel, amely abból adódott, hogy George W. Bush módosítatlan fényképe szolgált volna a „The Hand that Feeds” c. dal előadásának hátteréül, amelynek dalszövege ilyen sorokat tartalmaz:
What if this whole crusade's a charade
And behind it all there's a price to be paid
For the blood on which we dine
Justified in the name of the holy and the divine
Mi van, ha társasjáték ez az egész keresztes hadjárat
És mögötte ott találjuk a megfizetendő árat
A vérért, amelyen tort ülünk
A szent és az isteni nevében magunkat felmentjük
„Nyilvánvalóan elnökünk képe annyira sértő az MTV számára, mint számomra”, nyilatkozta Reznor. A műsorban a Foo Fighters lépett fel helyettük.
2005 áprilisában Trent Reznor megjelentette a „The Hand that Feeds” forrásfájl anyagát Garageband formátumban, hogy lehetővé tegye a rajongóknak a remixelését. A megjelenés életre hívott egy nem hivatalos remix versenyt (Unofficial Remix Contest), amelybe több mint 500 rajongó által készített remixet neveztek be. Miután ilyen óriási visszhangra talált ez a „kísérlet”, a következő kislemez, az „Only” forrásfájl anyaga már többféle formátumban jelent meg. A NIN hivatalos weboldalán Reznor ezt fűzte hozzá: „Itt nincs más tennivaló számotokra, mint a felfedezés, a kísérletezés és a szórakozás, alig várom, hogy halljam, mikkel álltok elő.” A rajongók feltölthették remixeiket a The Ninremixes nevű MySpace oldalra, szavazhattak kedvenceikre, és egy erre a célra létrehozott blogon megfogalmazhatták tapasztalataikat. Másik megoldásként, a rajongók egy hasonló lehetőségekkel rendelkező adatbázist is létrehoztak ezen és más remixek tárolására, megalkotva ezzel az egyik máig legnagyobb média tartalmú rajongói oldalt, a ninremixes.com Archiválva 2006. július 1-i dátummal a Wayback Machine-ben címen. A forrásfájlok különböző fájlformátumokban, így Garageband és ACID formátumban is elérhetőek. Ezek a nin.com oldalon találhatóak.
Az album második kislemeze, az „Only” július közepén jelent meg. Az „Only” klipje május körül készült el. A klip elsősorban a számítógép generálta ábrázolás technikájának felhasználásával készült, és David Fincher rendezte. Július 11-én debütált a Fuse csatornán, és a zenekar hivatalos weboldalán is megtalálható. A With Teeth 2006 márciusában érte el a RIAA hivatalosan elismert platina (Certified Platinum) címét. Az album harmadik kislemeze, az „Every Day Is Exactly the Same” 2006 áprilisában jelent meg, de a tervezett videóklip készítése a végső gyártási szakaszban leállt. 
2005 őszén a Nine Inch Nails Észak-Amerikában kezdett turnézni, előzenekarként pedig a Queens of the Stone Age, valamint a turné első felén az Autolux, a másodikon a Death from Above 1979 kísérte őket. Előzenekaraik voltak még ezen a turnén a dance-rockot játszó Moving Units, továbbá Saul Williams, egy szavalásához (Spoken word) koncertjein hiphop elemeket is felhasználó zenész. 2005. december 10-én a Nine Inch Nails fellépett a Kalifornia állambeli Los Angeles egyik rádióadója, a KROQ által szervezett Acoustic Christmas tizenhatodik évfordulóján. Ez volt az első alkalom, hogy a zenekar KROQ koncerten lépett fel. A With Teeth korszak lezárásaként a NIN egy különösképp az USA-beli amfiteátrumokat érintő turnét tett 2006 nyarán. Ekkor előzenekarként a Bauhaus és a TV on the Radio csatlakozott hozzájuk (a turné első felén), valamint Peaches (a második felén). 2006 szeptemberében a Nine Inch Nails hivatalos weboldalán megjelent a Nine Inch Nails Live: Beside You in Time c. kiadvány előzetese, amely 2007 februárjától kapható 3 féle formátumban: DVD, HD DVD és Blu-ray. Ezen a kiadványon a 2006-os With Teeth turné Észak-Amerikában töltött téli (és részben nyári) szakaszát dokumentálták, néhány 2005-ös próbafelvétellel és videóklippel kiegészítve. Miután egy rövid pihenőt tartott a zenekar, amíg Trent Reznor befejezte az új albumot, a NIN 2007-ben folytatja világ körüli turnéját. Reznor ezúttal az angol Ladytron, és a The PoPo nevű zenekarokat kérte fel, hogy csatlakozzanak az európai turnéhoz előzenekarként. A koncertkörút májusban folytatódik Ausztráliában és Japánban, ezen a szakaszon a Serena-Maneesh nevű norvég alternatív rockzenekar játszik majd előttük. A NIN augusztusban tér vissza Európába, ahol több nyári fesztiválon is fellép.

### Year Zero
A legújabb Nine Inch Nails stúdióalbum Year Zero címen 2007. április 17-én jelent meg. Az album első kislemeze, a „Survivalism” 2007. március 6-án érkezett volna a rádiókhoz, de korábban debütált, majd több más dallal együtt a NIN MySpace oldalára is felkerült. A dal később GarageBand formátumban is elérhetővé, ezáltal szabadon remixelhetővé vált.
Továbbá a promóciót segíti az album koncepciója köré épült viral marketing kampány is. Ennek keretében például az új turnén kapható pólókon található utalások vezették a rajongókat különböző weboldalakhoz, amelyek egy „orwelli víziót festenek le az Egyesült Államokról a 2022-es év környékén”, és egy telefonszámhoz, amelyet tárcsázva többek között a „Survivalism” c. számból is hallható egy részlet. Emellett számos Year Zero dal elsőként egy pendrive-on keresztül jutott el a rajongókhoz, először a „My Violent Heart” c. dal, amelyre a Lisszabonban tartott NIN koncert alkalmával a mosdóhelyiségben találtak rá a rajongók (majd a „Me, I'm Not” és az „In This Twilight” c. dalok bukkantak fel más-más európai koncerthelyszíneken), azelőtt, hogy a NIN MySpace oldalára felkerültek volna. Ez azt az érzetet kelti, hogy a zenekar – burkolt formában – saját maga terjesztette el az új anyagot. Az album köré ilyen elemekből felépített „alternatív valóság-játék” olyan mértékben bevonta a rajongókat, hogy a jelenség a média figyelmét is felkeltette; olyan sajtóorgánumok, mint az MTV News, az USA Today, vagy a Rolling Stone az újabb és újabb felfedezésekkel kapcsolatban olyan NIN-hez kötődő weboldalakat idéztek, mint a The NIN Hotline, az Echoing the Sound fórum, a The Spiral rajongói klub, és a NIN Wiki.
2007. április 4-én az album teljes terjedelmében meghallgathatóvá vált a saját hivatalos weboldalán, majd április 10-én a zenekar hivatalos MySpace oldalán is.
A Year Zero digipak verziójában található lemez termografikus réteget tartalmaz, amely színt változtat hő hatására, feketéről bézs színűre változik, majd feltűnik egy rejtett bináris kód is, egy copyright információ, és az album másik elnevezése (Halo 24) mellett. A bináris kód megfejtése, az exterminal.net pedig az http://www.exterminal.net/ Archiválva 2013. január 14-i dátummal a Wayback Machine-ben weboldalhoz vezet.

### 2008-as internetes kiadványok
Trent Reznor a Year Zero turné lezárulta után megszabadult a koncertzenekart alkotó zenésztársaitól. Néhány hónap hallgatás után a nin.com oldalon beharangoztak egy várható „meglepetést”, mely végül is a Ghosts I-IV kiadványban öltött testet.

#### Ghosts I-IV
A teljesen instrumentális Ghosts I-IV 2008-ban jelent meg, elsőként online kiadásban. A négy lemezt tartalmazó album érdekessége, hogy a daloknak nincs címe, csak sorszáma 1-től 36-ig 4*9 dalra osztva a teljes művet. A Ghosts I ingyenesen letölthető volt a ghosts.nin.com weblapról a bitTorrent hálózaton keresztül. A kiadvány még további négy formátumban elérhető pénzért.
A lemez megítélését illetően megoszlanak a nézetek. Vannak akik a régi NIN feltámadását vélték felfedezni a dalokban, és vannak, akik csak az elmúlt évek kedvtelésből felvett hanganyagainak kategorizálását és egy kompozícióban történő kiadását látják rajta.

## A név eredete
Trent Reznor, a zenekar frontembere, így írja le a „Nine Inch Nails” név mögötti jelentést:
Nem tudom, hogy próbáltál-e valaha zenekar neveket kitalálni, de általában azt hiszed, hogy találtál egy nagyon jót, és másnap ránézel, és teljesen béna. Én kb. 200 ilyet találtam ki. A Nine Inch Nails kiállta a két hetes próbát, jól nézett ki nyomtatásban, és könnyen lehet rövidíteni. Tényleg nincs semmi prózai jelentése. Mondhatni, ijesztőnek nézett ki. Kemény és férfias! Átkozott feladat megpróbálni zenekarneveket kitalálni.
Az együttes logóját (a kezdőbetűkből rövidített „NIN”-t, ahol a második „N” meg van fordítva a következőképpen: „NIИ”) egy Kálmán Tibor által tervezett tipográfia inspirálta, amely a Talking Heads Remain in Light című albumának borítóján található.

## Műfaj
Különböző megközelítésből, a NIN hangzásvilágát a következő műfajokkal írták már le: alternatív, elektronikus, heavy metal, rock, vagy leggyakrabban industrial vagy industrial rock. Zenéjének industrial műfajba sorolásáról Reznor a következőket nyilatkozta egy 1994-es Axcess Magazine interjúban:

„Amit eredetileg industrial zenének hívtak az kb. 20 évvel ezelőtt a Throbbing Gristle és a Test Dept voltak. Nekünk nagyon kevés közünk van ehhez azon kívül, hogy zaj van a zenémben és zaj van az övékben. Én a pop dalokra jellemző struktúra kontextusában dolgozom, míg ők nem ezt tették. És mert valaki nem talált ki egy új nevet, ami szétválasztja ezt a két némileg egymástól független műfajt, ezért ez irritálni szokta az összes old school rajongót, akik az alternatívság és a sötétség zászlóját lobogtatják. Úgyhogy, én azt mondanám, kölcsönöztem bizonyos stílusokból és az ezekhez hasonló zenekaroktól.”

A NIN dalok műfajok egész sorát fedik: a „The Perfect Drug” c. dalnak drum and bass íze van, a „Down in It” címűt a korai Skinny Puppy inspirálta, ahogy ritmusát a Skinny Puppy „Dig It” c. számával összehasonlítva hallható is, a „Happiness in Slavery” Ministry-féle industrial metal árnyalattal bír, a „The Frail” egy melankolikus zongoradarab, a Pretty Hate Machine nagy része pedig sötét elektronikus popnak tekinthető.

## Stílus
Még a zenekar zenei sokoldalúsága és rugalmas dalszerző képessége mellett is vannak olyan technikák és stílusok, amelyek folyamatosan megtalálhatók a Nine Inch Nails életművében.
A Nine Inch Nails összetartó ereje az extrém dinamika. Ez már a Queen „Get Down, Make Love” című számának korai feldolgozásakor is nyilvánvaló volt, de csak a Broken album idejében vált Reznor ismertetőjegyévé. Az olyan dalok, mint a „Wish” és a „The Day the World Went Away” a pianissimo és fortissimo közti gyors váltás Reznor által előszeretettel alkalmazott módszerét szemléltetik. Néhány dal hangos tetőponttal ér véget, melyet inkább egy hirtelen befejezés követ, mintsem elhalkulás vagy az utolsó hang szabad rezonálása. Reznor énekstílusa hasonló mintát követ, oda-vissza hullámzik a suttogástól az üvöltésig.
A Broken óta minden albumon legalább egy ostinato szerepel. Ezek jellegzetes módon, mérsékelten nyugodt hangon kezdődnek, és lassan, a crescendo után zaj-és torzításhalmazba torkollnak. Kiváló példák erre a „Help Me I Am in Hell”, az „Eraser”, a „The Way Out Is Through” és a „Beside You in Time” c. számok. Jellemzően, az ostinatók koncerten történő előadását valamilyen videó is kíséri.
Reznor előszeretettel alkalmazza zenéjében a disszonancia jelenségét is. Ez gyakran kromatikus melódián és/vagy harmónián keresztül jön létre. E technika alkalmazásának talán legismertebb példája a „Closer” c. dalban található, amikor egy négy hangból álló, egy erősen hangsúlyos megemelt első hangot tartalmazó motívum kapcsolódik be az első refrén után. Majd egy súlyosan kromatikus zongora motívummal fejeződik be a dal. A „Hurt” c. számban egy erősen disszonáns tritonus szerepel a verzékben, a B5(#11), mely hangsúlyt kap, amint Reznor az „I” szót énekli, minden alkalommal, amikor a B/E# hangköz elhangzik. Több nyilvánvaló esetben Reznor módszere a tiszta atonalitás, vagy szokatlanul hangolt hangszerek segítségével, mint például a „The Downward Spiral” és a „The New Flesh” c. számokban, vagy szó szerint zajt alkalmazva az olyan dalokban, mint a „Happiness in Slavery” és a „The Art of Self Destruction”.
Reznor zenéjében a ritmika is határozott jegyekkel bír. Dalaira gyakran jellemző a szokatlan ütemmutató, az ütemmutató váltás és a poliritmika, mint például „March of the Pigs”, a „La Mer” és a „The Collector” c. dalokban.

### Reznor más munkái
A NIN számos filmzenéhez is vett fel számokat, ilyen volt az A holló (1994) c. filmhez készült „Dead Souls”, amely egy Joy Division feldolgozás, a Született gyilkosok (1994) c. filmhez a „Burn”, David Lynch Útvesztőben (1997) c. filmjéhez a „The Perfect Drug”, és a Lara Croft: Tomb Raider (2001) c. filmhez a „Deep”. A „You Know What You Are” c. számot a DOOM (2005) c. film számára Clint Mansell remixelte, aki a film zenéjét is komponálta.
Trent Reznor gyakran dolgozik a Nine Inch Nails keretein kívül is, producerként dolgozott a Született gyilkosok és az Útvesztőben filmzenéjénél, ill. egy FPS (First-person shooter) játék, a Quake összes hangjának megalkotásáért is ő a felelős. A Reznor nevéhez fűződő művekről további információ található a Trent Reznor-diszkográfiában.

## Tagok
Trent Reznor a zenekar egyetlen állandó tagja, aki maga írja a zenét és a szövegeket, és egyedül irányítja a zenekart. A felvételek alatt Reznor különböző producereket, hangmérnököket és zenészeket gyűjt maga köré, hogy segítsenek neki az új dalok megalkotásában.
Ehhez hasonlóan, Reznor összegyűjt egy koncertzenekart is minden NIN turné számára. Az első felállás, amely 1988 októberében alakult, hogy a Skinny Puppy előzenekara legyen néhány alkalommal, egy Goldmine Magazine cikk szerint „session zenészekből” állt. A zenekar nyilvánvalóan szegényes fogadtatásban részesült, mivel tíz fellépés után arra kérték őket, hagyják ott a turnét.
Reznor mellett (ének, gitár, basszusgitár, szintetizátor, szaxofon, tamburin, mbira) a következő zenészek voltak a NIN koncertzenekarának tagjai 1988 után:

### Pretty Hate Machinekorszak turnéi (1989. október –1991. szeptember)
(Pretty Hate Machine promó turné; turné a Jesus and Mary Chain előzenekaraként; Hate '90 turné; Lollapalooza '91 turné; 1991-es európai mini-turné)
- Richard Patrick – gitár
- Jeff Ward – dobok (turné eleje)
- Chris Vrenna – dobok (turné folytatása)
- Lee Mars – szintetizátor (turné eleje)
- James Woolley – szintetizátor (turné folytatása)

### The Downward Spiralkorszak turnéi (1994. március –1995. december)
(Self Destruct turné, Woodstock '94, Further Down the Spiral turné, Outside turné, klub turné a Helmettel)
- Robin Finck – gitár, szintetizátor
- Danny Lohner – basszusgitár, gitár, szintetizátor
- Chris Vrenna – dobok
- James Woolley – szintetizátor (1994)
- Charlie Clouser – szintetizátor (1995)

### Fragility turnék (1999. november –2000. július)
- Robin Finck – gitár, szintetizátor
- Danny Lohner – basszusgitár, gitár, szintetizátor
- Jerome Dillon – dobok
- Charlie Clouser – szintetizátor, theremin

### With Teethkorszak turnéi (2005. március –2006. július)
- Aaron North (korábban Aaron Icarus a The Icarus Line-ban) – gitár
- Jeordie White (korábban Twiggy Ramirez a Marilyn Mansonban) – basszusgitár, gitár, szintetizátor
- Alessandro Cortini – szintetizátor, gitár, basszusgitár
- Jerome Dillon – dobok (2005. március – október)
- Josh Freese – dobok (2005. október 4-5.; 2005. december 6-tól)
- Alex Carapetis – dobok (2005. október 7. – december 1.)

## Diszkográfia
- 1989 – Pretty Hate Machine
- 1992 – Broken
- 1994 – The Downward Spiral
- 1999 – The Fragile
- 2005 – With Teeth
- 2007 – Year Zero
- 2008 – Ghosts I-IV
- 2008 – The Slip
- 2013 – Hesitation Marks
- 2016 – Not the Actual Events – EP
- 2017 – Add Violence – EP
- 2018 – Bad Witch
- 2020 – Ghosts V: Together
- 2020 – Ghosts VI: Locusts

### Albumok helyezései
- 1989 – Pretty Hate Machine: #75 US, #67 UK
- 1992 – Broken: #7 US, #18 UK
- 1994 – The Downward Spiral: #2 US, #9 UK
- 1999 – The Fragile: #1 US, #9 UK
- 2005 – With Teeth: #1 US, #3 UK
- 2007 – Year Zero: #2 US, #6 UK
- 2008 – Ghosts I-IV: #14 US, #60 UK
- 2008 – The Slip: #13 US, #25 UK
- 2013 – Hesitation Marks: #3 US, #2 UK

## Díjak, jelölések

### Arany- és platinalemezek
- Broken – platina (1992. december)
- Further Down the Spiral – arany (1996. június)
- The Downward Spiral – négyszeres platina (1998. október)
- The Fragile – kétszeres platina (2000. január)
- Pretty Hate Machine – háromszoros platina (2003. május)
- With Teeth – platina (2005. július)

### Grammy-díj
- 1992 díj: Wish – legjobb metálelőadás (Best Metal Performance)
- 1994 jelölés: The Downward Spiral – legjobb alternatív zenei előadás (Best Alternative Music Performance)
- 1995 díj: Happiness in Slavery – legjobb metálelőadás (Best Metal Performance), (a Woodstock '94 összeállításról)
- 1995 jelölés: Hurt – legjobb rockdal (Best Rock Song)
- 1997 jelölés: The Perfect Drug – legjobb hardrock-előadás (Best Hard Rock Performance)
- 1999 jelölés: The Fragile – legjobb alternatív zenei előadás (Best Alternative Music Performance)
- 1999 jelölés: Starfuckers, Inc. – legjobb metálelőadás (Best Metal Performance)
- 2000 jelölés: Into The Void – legjobb férfi rockénekes előadás (Best Male Rock Vocal Performance)
- 2005 jelölés: The Hand That Feeds – legjobb hardrock-előadás (Best Hard Rock Performance)
- 2006 jelölés: Every Day Is Exactly the Same – legjobb hardrock-előadás (Best Hard Rock Performance)

### Egyéb elismerések
- A RollingStone.com az elmúlt 25 év top 15 zenekara közé sorolja.
- A Rolling Stone magazin a mindenkori top 100 előadóművész közé sorolja.
- Számos alkalommal elnyerte a rangos RMS Music Society Award díjat.

## Megjelenésük a populáris kultúrában
A „nine inch nails” kifejezés különféle kulturális vonatkozásban is használatos, és mint egyébként valószínűtlen szókapcsolat, gyakran feltételezik a zenekarra vagy annak elismerésére való utalásként. A példák között megtalálhatóak olyan zenészek munkái, mint Tori Amos és Eminem, videójátékok, mint a Quake, és filmek, mint az A gépész és az Underworld 2.

## Érdekességek
- A The Downward Spiral c. albumot abban a házban vették fel, ahol Sharon Tate-et meggyilkolták, és a „Gave Up” c. dal videóklipje is a Tate rezidencián készült. Mielőtt elköltözött volna, Trent igényét fejezte ki a hírhedt ’pig’ ajtóra, 2006 júliusában az ajtó még az (egykori) Nothing Studios területén található, New Orleansban.
- Reznor egy nagy mértékben nyilvánosan folyt viszályba került a NIN-t elsőként szerződtető TVT Records nevű lemezcéggel. Sikeresen perelt, így el tudta hagyni a céget, de csak bizonyos százalékot átengedve nekik minden jövőbeli szerzői jogdíjából. Évekkel később Reznor arra jött rá, hogy korábbi barátja és menedzsere, John Malm, Jr., a Nothing Records társalapítója kezén pénzek tűntek el szép csendben az évek során a zenekartól. Kapcsolatuk hivatalosan egy Los Angeles-i tárgyalóteremben ért véget, ahol a Reznort ért károkat három millió dollárt meghaladó összegben állapították meg .
- 2000-ben a (Nothing ill. Interscope közül egyikkel sem kapcsolatban álló) Vitamin Records nevű lemezcég megjelentetett egy remix összeállítást Radiant Decay címmel, különböző előadóművészek által, NIN-dalokból készített remixekkel (amelyet az A Tribute to Nine Inch Nails alcímmel láttak el). Ugyanez a vállalat volt felelős a The String Quartet Tribute to Nine Inch Nails c. kiadványért.
- A 2005-ös USA-beli Club turné összes jegye kevesebb mint 10 percen belül kelt el, amely során több mint 200 dolláros áron adtak el jegyeket az eBayen és más helyeken.

## Külső hivatkozások
- Hivatalos oldal (angolul)
- MySpace oldal (angolul)